# Kazimierz Chmielarz
Kazimierz Chmielarz (ur. 6 lutego 1899 w Kobylnicy, zm. 12 czerwca 1969 w Wierzenicy) – polski młynarz, uczestnik powstania wielkopolskiego.  

## Życiorys
Urodził się 6 lutego 1899 w Kobylnicy, był synem Jana Chmielarza i Weroniki de domo Świadek. Został powołany do Armii Cesarstwa Niemieckiego Wilhelma II Hohenzollerna w czasie I wojny światowej, a po jej zakończeniu uczestniczył w powstaniu wielkopolskim. Po zakończeniu powstania wziął udział w wojnie polsko-bolszewickiej. Posiadał stopień wojskowy kaprala. W 1936 ożenił się z Marią z Mikołajewskich (1904-1988), córką Mikołaja i Marianny. Po II wojnie światowej prowadził odziedziczony po ojcu zabytkowy młyn wodny w Wierzenicy (wcześniej należący między innymi do Augusta Cieszkowskiego), który w latach 1992-2003 został przeniesiony do Wielkopolskiego Parku Etnograficznego w Dziekanowicach. Był ostatnim właścicielem młyna.
W 1958 odznaczony Wielkopolskim Krzyżem Powstańczym. W styczniu tego samego roku dołączył do Związku Bojowników o Wolność i Demokrację.
Zmarł 12 czerwca 1969 w Wierzenicy i został pochowany na tamtejszym cmentarzu parafialnym. 
W lutym 2019 został upamiętniony na postawionej w Wierzenicy tablicy pamięci, ufundowanej przez gminę Swarzędz z okazji obchodów 100-lecia odzyskania niepodległości przez Polskę. Na pamiątkowej płycie widnieje także jedenaście innych nazwisk powstańców wielkopolskich związanych z Wierzenicą oraz cytat z Księgi Mądrości – A dusze sprawiedliwych są w ręku Boga....